# Capasa insularis
Capasa insularis là một loài bướm đêm trong họ Geometridae.